# Bohemian National Cemetery
Le Bohemian National Cemetery (cimetière national bohémien) est un cimetière de la ville de Chicago aux États-Unis. Il se trouve au 5255 North Pulaski Road dans le secteur de North Park, dans le North Side de la ville.

## Historique

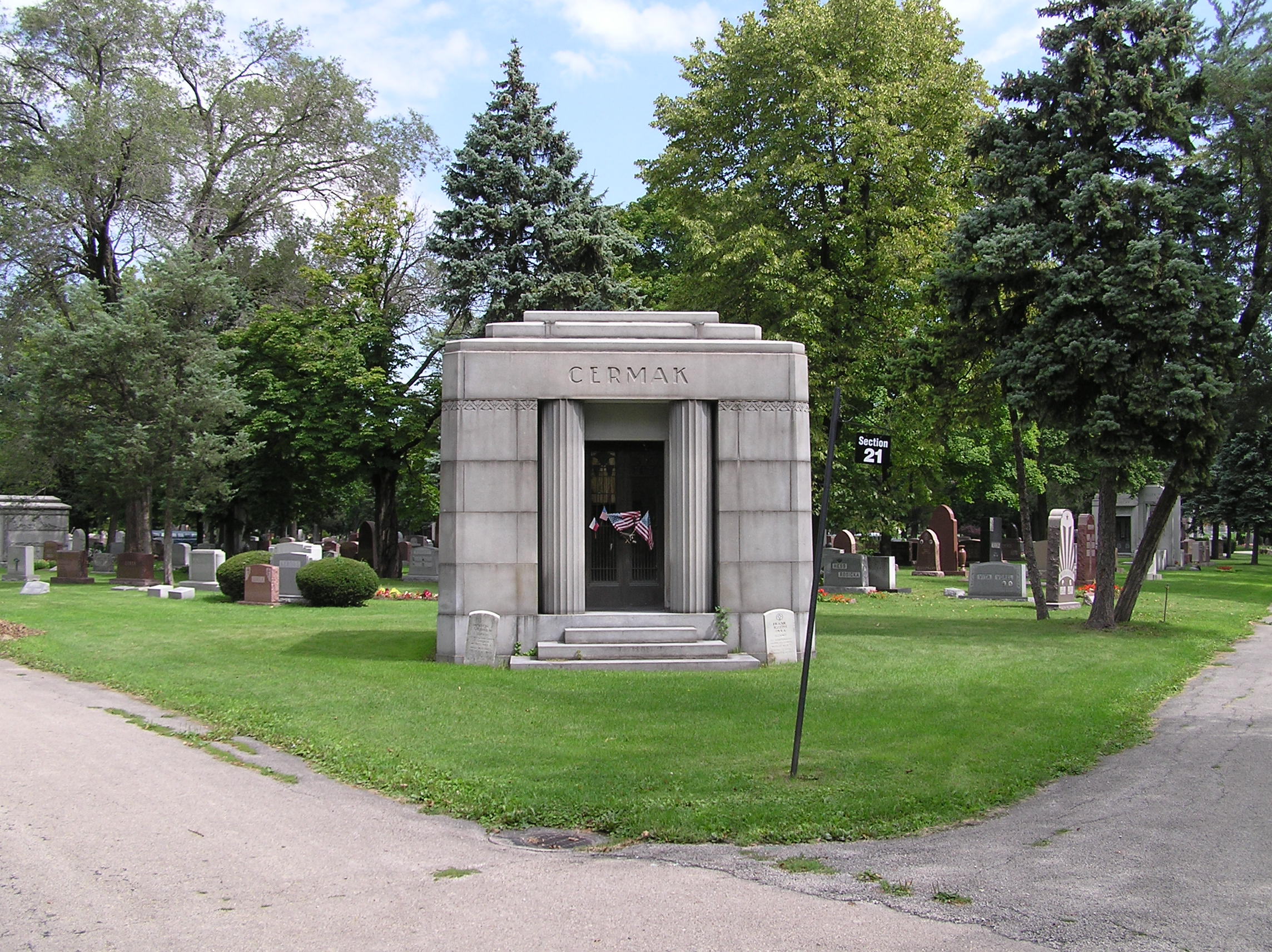
Tombe d'Anton Cermak, maire de Chicago, d'origine tchèque, assassiné en 1933. Chicago, cimetière national de Bohême.

Le cimetière a été fondé par la communauté bohémienne (descendants de Tchèques d'Autriche-Hongrie) de Chicago en 1877. Cette communauté avait été scandalisée par le refus de plusieurs paroisses de Chicago de donner la permission d'enterrer chrétiennement une femme, Marie Silhanek, qui n'avait pas fait ses Pâques et qui ne pratiquait pas. Cette communauté achète donc une parcelle de 50 m2 terrain dans le Jefferson Township, afin d'y ouvrir un cimetière sous sa direction. Au fil des années, il s'étend à 126 acres (environ 50 hectares).  
Il a été ajouté à la liste du Registre national des lieux historiques en 2006.

## Personnalités enterrées
- Victimes du naufrage du SS Eastland (1915).
- Anton Cermak, maire de Chicago assassiné en 1933.
- Otto Kerner, Sr., juge  et attorney general de l'Illinois.